# GlobalFlyer
De GlobalFlyer van het Amerikaanse bedrijf Scaled Composites is ontworpen door Burt Rutan, met als doel solo een vlucht rond de wereld te realiseren, zonder bij te tanken of tussenhaltes. Deze recordvlucht werd in 2005 uitgevoerd door Steve Fossett.

## Techniek

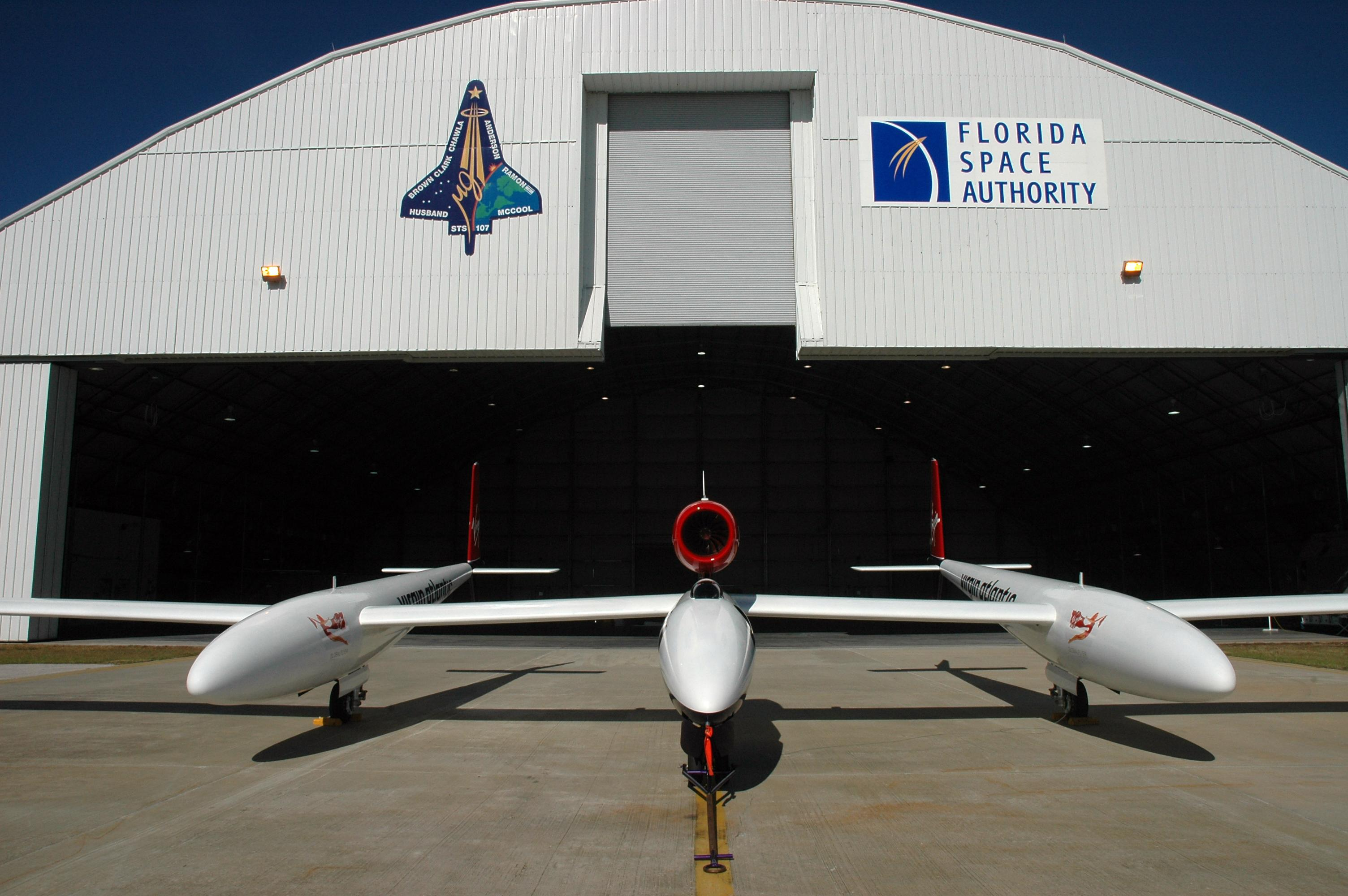
De GlobalFlyer op het Kennedy Space Center.

De GlobalFlyer bestaat uit een centrale cabine, lange slanke vleugels met daaraan bevestigd twee lange, slanke staartbomen, en een straalmotor gemonteerd op de rug van de cabine. De staartbomen bevatten de brandstoftanks. Het vliegtuig is hoofdzakelijk gemaakt van met koolstofvezel gewapende epoxy. Aan de stijfheid van de vleugels is extra aandacht besteed, gebaseerd op ervaring opgedaan met de voorganger van de GlobalFlyer, de Voyager. Bij dat vliegtuig zwiepten de met brandstof geladen ranke vleugels hinderlijk op en neer tijdens de vlucht, wat een zware belasting voor de piloten betekende.
Vanwege het doel van het ontwerp is de constructie zo licht mogelijk gehouden; de verhouding brandstof/startgewicht was uiteindelijk 83%. De daalsnelheid zonder motorstuwkracht is daardoor slechts 200 meter per minuut.
Voor de motor is de keuze gevallen op een straalmotor (een Williams International FJ44-3 ATW turbofan) vanwege grotere betrouwbaarheid t.o.v. zuigermotoren en een hogere snelheid, wat nodig was omdat er slechts ruimte was voor één piloot aan boord.

## Recordvlucht rond de wereld
De start vond op 28 februari 2005 plaats vanaf een 3,7 km lange startbaan in Salina, Kansas, VS, met Steve Fossett als piloot. De vluchtbegeleiding (“Mission Control”) vond plaats vanaf de campus van de Kansas State University. Dit was van cruciaal belang voor de vlucht omdat de recordpoging slechts kon lukken met heersende staartwinden gedurende een aanzienlijk deel van de vlucht. Tijdens het eerste deel van de vlucht ging door een slecht werkend onderdeel 1200 kg brandstof verloren. De recordpoging werd een succes doordat vanaf Hawaï een gunstige luchtstroming benut kon worden. Fossett landde de GlobalFlyer op 3 maart 2005 na een vlucht van 2 dagen en 19 uren, op het vliegveld vanwaar de vlucht begon. In totaal werd 36312 km afgelegd.

## Afstandrecord
Een tweede recordvlucht werd ook door Fossett volbracht. Tussen 8 en 11 februari 2006 werd het afstandrecord – zonder bijtanken tijdens de vlucht – gebracht op 41.467 km. Het vorige record van 40.212 km werd ook gevestigd met een Rutan-ontwerp, de Voyager. Tijdens de recordvlucht had Fossett te kampen met technische problemen. Vanwege een kapotte generator ontwikkelde zich in de laatste fase een noodsituatie. Door ijsvorming in de cockpitkoepel was er bij de landing minimaal zicht. Bovendien was er bij de start een klapband geweest; bij de landing sneuvelde de band aan de andere zijde.
De GlobalFlyer staat tentoongesteld in het Smithsonian Institution National Air and Space Museum, VS.